# 가와쿠보 레이
가와쿠보 레이(일본어: 川久保 玲, 1942년 10월 11일 ~ )는 일본의 패션 디자이너이다. 꼼 데 가르쏭의 창업자이다.